# ALICE
ALICE - sigla inglesa de A Large Ion Collider Experiment (Experiência do Grande Colisionador de Iões) é uma das seis experiências do LHC do CERN conjuntamente com ATLAS, CMS, LHCb, LHCf e TOTEM.
O detector ALICE  destina-se ao estudo do plasma de quarks e gluões obtido pela colisão de iões pesados.

## Objectivo
O seu objectivo é descobrir o mistério da matéria quente e densa que é brevemente criada quando da colisão de iões pesados a altas energias. A detecção de muões produzidos durante a desintegração de partículas contendo quarks pesados devem permitir esclarecer a questão. Assim o espectrômetro a muões tem um papel fundamental no detector ALICE. As condições nas quais se operam as colisões de iões pesados impõe restrições particulares na concepção do espectrômetro, do ponto de vista da sua localização, dos absorventes utilizados para pararem os hadrões, da abertura do íman e dos detectores necessários para 'descobrir' as partículas e assegurar o lançamento do sistema de muões.
A colaboração é constituída por mais de 2000 físicos vindos de 174 laboratórios e universidades de 40 países diferentes.

## Características
Possui as dimensões de 26 m de comprimento, 16 m de largura e 16 m de altura. Pesa aproximadamente 10000 toneladas.

## O complexo do CERN
A composição do CAC, sigla em inglês de CERN Acelarators Complex.